# Zhao Jin
Zhao Jin (en chino: 赵瑾; Datong, 17 de marzo de 1988) es una deportista china que compitió en natación, especialista en el estilo braza. Ganó dos medallas en el Campeonato Mundial de Natación en Piscina Corta de 2010, oro en 4 × 100 m estilos y bronce en 50 m braza .

## Palmarés internacional
| Campeonato Mundial en Piscina Corta | Campeonato Mundial en Piscina Corta | Campeonato Mundial en Piscina Corta | Campeonato Mundial en Piscina Corta |
| Año                                 | Lugar                               | Medalla                             | Prueba                              |
| ----------------------------------- | ----------------------------------- | ----------------------------------- | ----------------------------------- |
| 2010                                | Dubái (EAU)                         | Medalla de oro                      | 4 × 100 m estilos                   |
| 2010                                | Dubái (EAU)                         | Medalla de bronce                   | 50 m braza                          |